# ردمی نوت ۳
شیائومی ردمی نوت ۳ (به انگلیسی: Xiaomi Redmi note 3)، تلفن هوشمند ساخته شده توسط شیائومی است. این تلفن، بخشی از خط تلفن‌های هوشمند پایین ردهٔ ردمی شیائومی است و دارای سه نسخه است.
- نسخهٔ مدیاتک (اسم‌رمز: هِنسی) در  ۲۴ نوامبر ۲۰۱۵ منتشر شد.[۴]
- نسخهٔ اسنپ‌دراگون (اسم‌رمز: کِنزو) در فوریهٔ ۲۰۱۶ راه‌اندازی شد.[۵]
- ردمی نوت ۳ نسخهٔ ویژه[۶] (اسم‌رمز: کِیت) در ژوئن ۲۰۱۶ راه‌اندازی شد، این نسخه دارای یک مودم ارتقا یافته و محفظهٔ جدید است اما تمام مشخصات دیگر مانند نسخهٔ اسنپ‌دراگون است.